# Kingman (Maine)
Kingman es un territorio no organizado ubicado en el condado de Penobscot en el estado estadounidense de Maine. En el Censo de 2010 tenía una población de 174 habitantes y una densidad poblacional de 2,65 personas por km².

## Geografía
Kingman se encuentra ubicado en las coordenadas 45°34′39″N 68°12′42″O / 45.57750, -68.21167. Según la Oficina del Censo de los Estados Unidos, Kingman tiene una superficie total de 65.61 km², de la cual 64.76 km² corresponden a tierra firme y (1.29%) 0.85 km² es agua.

## Demografía
Según el censo de 2010, había 174 personas residiendo en Kingman. La densidad de población era de 2,65 hab./km². De los 174 habitantes, Kingman estaba compuesto por el 98.85% blancos, el 0% eran afroamericanos, el 0% eran amerindios, el 0% eran asiáticos, el 0% eran isleños del Pacífico, el 0% eran de otras razas y el 1.15% pertenecían a dos o más razas. Del total de la población el 0.57% eran hispanos o latinos de cualquier raza.